# Tropidocythere
Tropidocythere is een geslacht van uitgestorven kreeftachtigen uit de klasse van de Ostracoda (mosselkreeftjes).

## Soort
- Tropidocythere carinata Huff, 1970 †